# Monte Serra (Alpi di Livigno)
Il Monte Serra o Piz Serra (3.095 m s.l.m.) è una montagna delle Alpi Retiche occidentali (sottosezione Alpi di Livigno). Il versante svizzero è compreso nel Parco nazionale svizzero.

## Descrizione
Si trova lungo la frontiera tra l'Italia (Lombardia) e la Svizzera (Canton Grigioni).